# 托伊費爾斯赫訥山

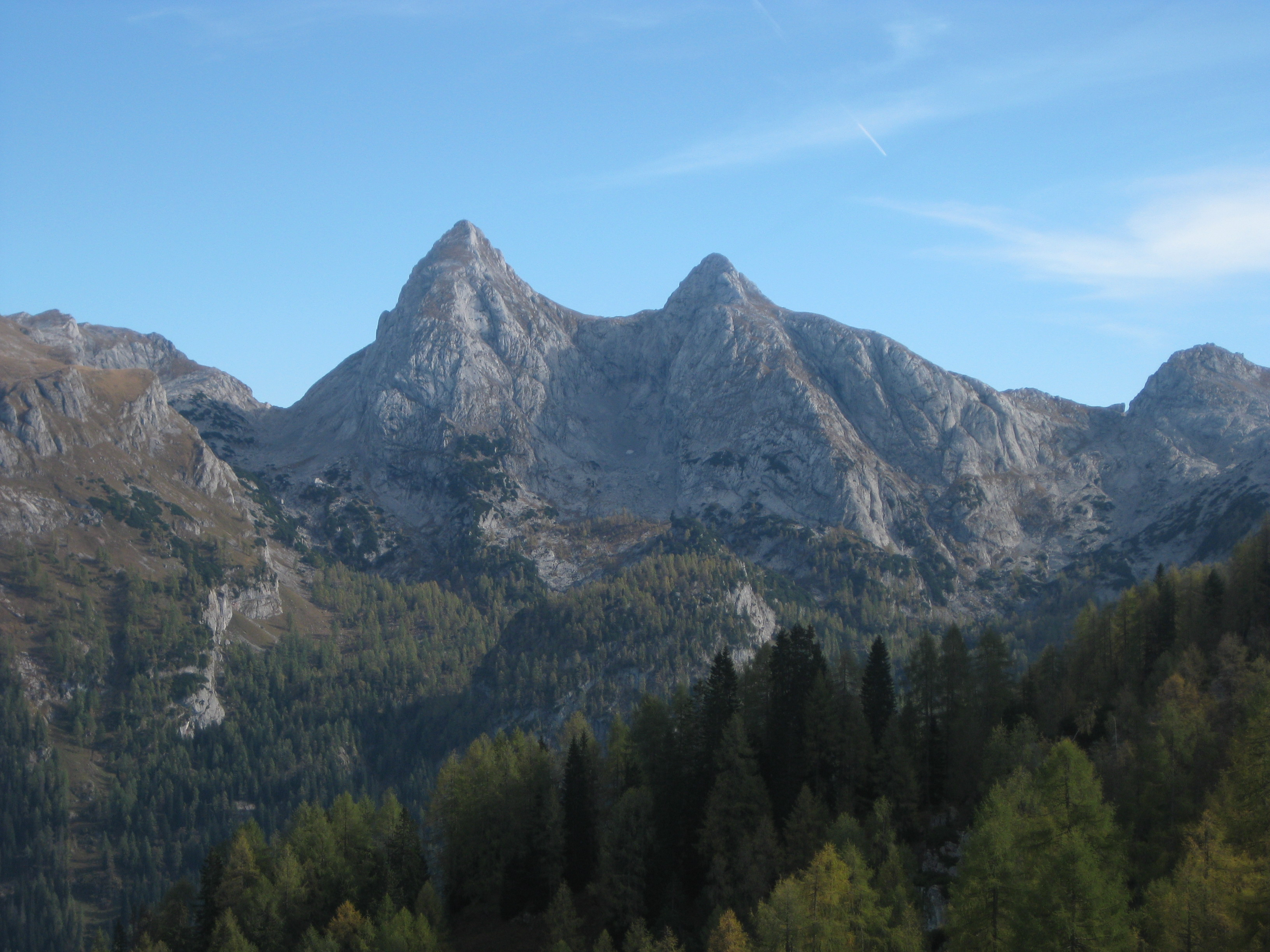

47°29′21″N 13°02′10″E / 47.48917°N 13.03611°E
托伊費爾斯赫訥山（德語：Teufelshörner），是中歐的山峰，位於奧地利和德國接壤的邊境，屬於貝希特斯加登阿爾卑斯山脈的一部分，海拔高度2,363米。